# Джміль-зозуля богемський
Джміль-зозу́ля боге́мський (лат. Bombus bohemicus) — джміль-зозуля, який поширений на території більшої частини Європи, за винятком  півдня Піренейського півострова та Ісландії. B. bohemicus є інквіліном або гніздовим паразитом інших видів джмелів. B. bohemicus — паразит-генераліст, який успішно захоплює гнізда кількох видів роду Bombus. Самка B. bohemicus імітує хімічні сигнали гнізда хазяїна, що дозволяє їй виконувати репродуктивно домінантну роль, а також маніпулювати фертильністю та поведінкою робочих особин хазяїна.

## Таксономія та філогенія
B. bohemicus — це представник ряду Hymenoptera, до якого належать мурахи, бджоли, оси та сидячечеревні, а також родина Apidae та рід Bombus, який об'єднує усі види джмелів. B. bohemicus належить до підроду Psithyrus, або джмелів-зозуль, який об'єднує 29 видів, що зустрічаються в Європі та Новому світі. Види цього підроду — облігатні паразити інших джмелів. Самки цього виду втратили пилковий кошик та здатність вирощувати власний розплід. У джмелів-зозуль також повністю відсутні робочі особи та є лише репродуктивні самки та самці. Ця форма паразитизму називається інквілінізмом.
Psithyrus історично вважався окремим родом (поза родом Bombus) через значні біологічні та морфологічні відмінності, пов’язані з його паразитичним життєвим циклом. Однак, більшість філогенетичних досліджень за останні кілька десятиліть підтвердили недавній висновок про те, що Psithyrus — це монофілетична група в межах роду Bombus. Морфологічні особливості та результати філогенетичного аналізу підтверджують тісний зв’язок видів B. bohemicus та Bombus ashtoni (з Північної Америки), що наводить на думку про нещодавню подію видоутворення або навіть про те, що ці види джмелів насправді є географічно розділеними популяціями одного виду. В Європі, цей вид часто плутають з Bombus vestalis, оскільки обидва види є паразитами й зустрічаються в одному регіоні.  B. bohemicus можна, зокрема, визначити за його більш інтенсивним забарвленням та тим, що він є видом-генералістом щодо хазяїна.

## Опис
Самка довжиною близько 15–20 мм з округлим лицем та коротким хоботком. Волоски на лиці та голові чорні та облямівкою з блідо-жовтих волосків, яка зазвичай не містить чорних волосків. Черевце переважно чорне, часто з жовтими волосками на першому тергіті (черевний сегмент), блідо-жовтими сторонами на третьому тергіті та білим або блідо-жовтим кінцем. Самці в північній Шотландії іноді мають жовтий кінчик замість білого. Визначальною фізичною рисою у порівнянні з джмелями, які не є джмелями-зозулями, є те, що у B. bohemicus відсутній пилковий кошик на задній гомілці, натомість ця область густо покрита волосками. Самки мають дуже товсту кутикулу, довші та потужніші жала і більші отрутні мішечки та залози Дюфура у порівнянні з видами його хазяїна. Самці більш дрібні, довжиною близько 11–17 мм і подібні до самок. Самці без жала. B. bohemicus не формує робочі особи; натомість він поневолює робочі особини. 
B. bohemicus не виявляє жодної гніздо-будівельної поведінки; натомість він переселяється в новостворені гнізда хазяїна та узурпує самку-засновницю. B. bohemicus паразитує на трьох видах: B. locurum, B. cryptarum та B. terrestris.

## Поширення та оселище
B. bohemicus — один з найпоширеніших джмелів-зозуль в Європі. Цей джміль поширений по всій Європі, від полярного кола до півночі Іспанії та Греції та з Британії та Ірландії на заході до сходу Росії. Він також зустрічається в Туреччині. У Британії поширений на Південно-Західному півострові, в північній Англії та Шотландії. У південно-східній частині, проте, він є рідким (за винятком вересовищ Східної Англії). B. bohemicus живе в помірному кліматі та зустрічається в тих же помірних оселищах, що і види джмелів хазяїнів, що дозволяє полегшити доступ до гнізд хазяїнів. Проте, він виявляє відмінності від своїх хазяїнів у квіткових вподобаннях для фуражування. Це, ймовірно, пов'язано з тим, що його корм виключно нектар, і його фуражувальна поведінка обмежена часовими рамками під час свого життєвого циклу. Він надає перевагу живленню на чагарниковій квітучій рослинності. 
При аналізі щільності популяції як джмелів-хазяїнів, так і B. bohemicus виявляється порогова щільність популяції хазяїнів, при якій паразити здатні підтримувати присутність. Цей поріг не був точно визначений кількісно, але, як було виявлено, у районах низької щільності популяції хазяїнів відсутні паразити джмелі-зозулі.

## Колоніальний цикл

### Вибір гнізда хазяїна
Запліднені самки B. bohemicus виходять із діапаузи у квітні, через кілька тижнів після виходу із діапаузи самок-засновниць видів-хазяїнів, щоб хазяїни вже створили нові гнізда і виростили початковий розплід робочих особин. Перш ніж знайти гніздо хазяїна, самка B. bohemicus протягом короткого часу живиться, в той час як її яєчники розвиваються. Самка B. bohemicus вибирає і вдирається в гніздо хазяїна до кінця травня. Гніздо-пошукові польоти використовуються для пошуку можливих гнізд хазяїнів, і гнізда визначаються як належні до відповідних хазяїв за видоспецифічними хімічними сигналами, або "слідовими феромонами", які складаються з летких вуглеводнів різної довжини, що виділяються джмелями-хазяїнами. Докази свідчать про те, що джмелі-зозулі здатні виявляти кількісні та якісні відмінності цих маркерів запаху, які надають інформацію про різні характеристики колоній, можливо, дозволяючи розрізняти гнізда хазяїна базуючись на розмірі колонії та загальному стані здоров'я. Спостереження за тим, як самки-засновниці, шукаючи гнізда, відвідували кілька різних потенційних гнізд хазяїнів, перш ніж вибрати одне для захоплення, що ще більше підтверджує гіпотезу про те, що вони здатні розрізняти гнізда базуючись на потенційній життєздатності.
B. bohemicus — паразит-генераліст, який захоплює в гнізда B. locurum, B. cryptarum та B. terrestris і, отже, приваблюється хімічними сигналами будь-якого з цих потенційних видів-хазяїнів. Цей універсалістський підхід дає B. bohemicus більше опцій, що дозволило йому зайняти таку велику географічну територію, але він також має нижчий рівень успішності захоплення гнізда, ніж інші члени Psithyrus.

### Заснування колонії
Штучно введені самки-засновниці B. bohemicus, відповідно, не стикалися з агресивними захисними реакціями хазяїна, тоді як інші паразитичні види, відповідно, атакувались при подібному введенні. Протягом першої години введення, королеви не показували помітну відповідь, тоді як робочі особини хазяїнів підходили, але ніколи не нападали на чужих бджіл.
Коли самки B. bohemicus були штучно введені в колонії B. lucorum на ранній стадії, які вільно фуражували, введена самка відмовилася залишатись у гнізді хазяїна, попри відсутність відповіді бджіл-хазяїв пропонуючи конкретний механізм відбору, а не випадковий відбір або просто той, що спочатку був не повністю зрозумілим. При виборі гнізда хазяїна, королеви B. bohemicus переважно атакують більші гнізда хазяїнів, але розмір захоплених гнізд (вимірюється кількістю бджіл-хазяїнів) співвідноситься зі смертністю королеви, яка захоплює ці гнізда. Менші гнізда, де міститься менше робочих особин, дадуть менше репродуктивних В. bohemicus. Це гніздове вподобання є компромісом між відносною легкістю вторгнення у менше гніздо та вигодами, які надходять зі збільшенням ресурсів більших гнізд.
Самка-одиночка перейде в гніздо хазяїна, узурпуючи та іноді вбиваючи самку-засновницю хазяїна. Через кілька днів, самка-загарбник починає викидати личинки хазяїна з їх комірок в стільниках  і поїдати яйця хазяїна, а потім ще через кілька днів починає відкладати свої власні яйця в комірки стільника. B. bohemicus та інші самки Psithyrus мають більш потужне жало та мандибули, а також, як правило, товстіший екзоскелет, ніж у їх хазяїнів, що надає перевагу в конфліктах. Ці вторгнення зазвичай є успішними, якщо вони відбулися до того, як було вирощене друге покоління робочих особин. Самка-загарбник поїдає яйця або личинки самки-засновниці хазяїна, хоча вона часто дозволяє вижити більш розвиненим личинкам та наявним робочим особам, щоб забезпечити достатню кількість робочої сили. Самка-загарбник дозволяє виростити достатню кількість робочих особин хазяїна, як правило, одного або двох виводків, щоб виконувати необхідні завдання функціонального гнізда. Після періоду очікування, нова самка (самка-загарбник) починає відкладати власні яйця.
B. bohemicus іноді дозволяє початковій самці (самці-засновниці) хазяїна залишитися в захопленій колонії. Самка-засновниця маргіналізується (відокремлюється) в колонії та є реципієнтом більшої частини паразитарної домінантної поведінки, але продовжує займатися доглядом за виводком і може навіть продовжувати відкладати власні яйця, які будуть негайно з'їдені самкою-паразитом, для збереження її репродуктивного домінування. Причини, що впливають на те, буде вбита самка-засновниця або ні, є незрозумілими, але є дані, що самка-загарбник здатна краще зберігати домінування над робочими особами, коли самка-засновниця залишається живою і знаходиться в гнізді. Під час спостережень, коли втрачалося репродуктивне домінування самки-засновниці над робочими особами (характеризується статевим дозріванням робочих особин та пов'язаними з ним поведінковими змінами), самка B. bohemicus також втрачала домінування і вона та її виводок ставали об'єктами агресії робочих особин.

## Поведінка

### Домінантна поведінка
Протягом перших кількох днів захоплення, перш ніж почати відкладати яйця, самка-загарбник намагатиметься встановити домінування, діючи агресивно щодо самки-засновниці та робочих особин. Така поведінка включає фізичне відштовхування інших джмелів навколо, а також демонстрацію поведінки «нападу», яка полягає у схопленні жертви так, ніби її кусають, а потім відпусканні без фактичного укусу. Хоча така поведінка застосовується як до самки-засновниці, так і до робочих особин, вона спрямована на самку-засновницю (у порівнянні з всіма робочими особами разом) приблизно 62% часу.
Окрім фізичного домінування, самка-загарбник намагається встановити репродуктивне домінування, поїдаючи яйця хазяїна та викидаючи личинки. Для викидання личинок хазяїна, самка-загарбник розкриває личинки та виймає їх з комірок стільника, викидаючи їх за межі простору, де вирощується розплід, звідки їх згодом виносять з гнізда робочі особини. Якщо процес розкриття та видалення переривається підходом робочої особи хазяїна, самка-загарбник зупиниться і відійде від комірки, яка, швидше за все, буде відновлена робочою особою. Після того, як робоча особа піде далі, самка-загарбник відновить поведінку викидання.

### Поділ праці
B. bohemicus підтримує поділ праці в гнізді хазяїна, оскільки він не вирощує жодних робочих особин  для фуражування, вирощування розплоду або оборонних завдань.
Під час свого перебування в гнізді хазяїна, самка В. bohemicus виконує деякі завдання по догляду за виводком, беручи участь у годівлі та інкубації виводків. Щоб годувати личинок, запечатаних у воскових комірках, або самка B. bohemicus, або робочі особи хазяїна прокушують отвір у стінці комірки, а потім відригують пилок всередину. Цей пилок надходить із сусіднього сховища пилку у гнізді та спочатку був зібраний фуражирами хазяїна.

### Репродуктивне пригнічення робочих особин хазяїна
На додаток до домінування над самкою-засновницею, B. bohemicus пригнічує фертильність робочих особин хазяїна, особливо продукування самців,  фізичними та хімічними способами. Проте, це пригнічення є більш ефективним у співіснуванні з самкою-засновницею. B. bohemicus має стабілізувати свою присутність як домінантної репродуктивної самки так, щоб робочі особи продовжили мати доглядацьку поведінку і не починали відкладати власні яйця. Самка-загарбник демонструє оофагію, особливо щодо "яєць самців", що дозволяє деяким самкам вижити, щоб стати додатковими робочими особами. Самка-загарбник продукує комбінацію хімічних речовин, що імітують сигнали фертильності самки-засновниці, зокрема естери воскового типу, тетракозил олеат і гексакозил олеат. Ці хімічні сигнали передаються робочим особам, що знаходяться поблизу через фізичний контакт у формі неагресивного натирання тіла. Ці сигнали імітують такі в репродуктивно активних самок хазяїна, пригнічуючи розвиток яєчників в робочих особин хазяїна. Не було виявлено суттєвої різниці між репродуктивним пригніченням робочих осіб самкою-засновницею та самкою-загарбником, що ілюструє ефективність хімічної мімікрії.

### Хімічна мімікрія
B. bohemicus імітує кутикулярні вуглеводні джмеля-хазяїна, полегшуючи входження в гніздо. Проте, ця мімікрія свого хазяїна недосконала у порівнянні з іншими членами Psithyrus, ймовірно, через різновидність його хазяїнів. Це, ймовірно, є причиною порівняно низького рівня успішності інвазії B. bohemicus у порівнянні з іншими членами Psithyrus.  B. bohemicus також продукує додецилацетат, який є відомим репелентом робочих особин, що сприяє його безпечному входженню в гніздо.
Впродовж перших 24 годин після інвазії, робочі особини хазяїна зазнають значних змін у своїх хімічних ароматах, що закінчується якісно подібною хімічною сумішшю до інвазивної самки. Дві гіпотези пояснюють цей результат. Суть першої полягає в тому, що робочі особини починають виробляти власні хімічні речовини за схемою «перегонів озброєнь», щоб взяти на себе репродуктивну роль у відповідь на смерть самки-засновниці, що відбувається за нормальних умов, якщо самка-засновниця померла. Друга гіпотеза полягає в тому, що ці хімічні речовини фактично наносяться на тіла робочих особин інвазивною самкою, коли вона бере на себе роль репродуктивно-домінантної особи.

### Поява розплоду самців
В маленьких самців без жала відсутні фізичні захисні здібності самок, а також залоза Дюфура для продукування імітувальних хімічних сигналів. Крім того, самців легше розпізнати через їх видоспецифічні цефальні виділення, які є феромонами для статевого маркування. У відповідь, B. bohemicus та інші джмелі підроду Psithyrus містять репелентні щодо робочих осіб хімічні речовини в цефальних виділеннях, що зменшують агресію робочих осіб щодо молодих самців. Передбачається, що під час розмноження самці передають частину цих хімікатів самкам, що, у свою чергу, допомагає в майбутньому проникнути в гніздо хазяїна наступного циклу.

### Парувальна поведінка
Спаровування відбувається в середині — наприкінці літа. B. bohemicus демонструє статеве співвідношення потомства 1:1, що узгоджується з формуванням лише репродуктивно активного розплоду.

### Втрата домінування
У будь-який момент під час процесу інвазії  чи вирощування розплоду В. bohemicus може втратити домінування. Коли це відбувається, робочі особи хазяїна починають їсти або викидати розплід паразитів. Самка-паразит намагатиметься захистити свій розплід, відштовхуючи робочих особин хазяїна, водночас агресивно дзижчить, а також часто перевіряє комірки. Однак вона, швидше за все, буде переможена, і її виводок буде з'їдений або викинутий. Ця втрата домінування, ймовірно, пов'язана з втратою домінування самки-засновниці у випадках, коли вона пережила інвазію і залишилася в гнізді, хоча природа цієї асоціації не зрозуміла. Ця втрата домінування характеризується дозріванням яєчників робочих особин, коли вони стають репродуктивно активними. Інвазивна самка не обов'язково вбивається після втрати домінування, але може залишатися у гнізді, або інкубуючи хазяїнові кокони, або сидячи неактивно біля стільника.

## Історія життя
Нові репродуктивні самці та самки виходять з гнізда з кінця червня для спаровування. Самки впадають в гібернацію на всю зиму, як тільки вони будуть запліднені. Самців можна побачити до кінця вересня, але після закінчення розмноження, врешті-решт, всі гинуть до настання зими.

## Мімікрія та маскування
B. bohemicus за зовнішнім виглядом схожий на свого хазяїна B. terrestris. Оскільки джмелі ідентифікують членів гнізд за запахом та іншими хімічними сигналами, а не за зовнішнім виглядом, то подібність вважається мюллерівською мімікрією. Більш важливим для їхнього успіху як паразитів є їх здатність хімічно маскуватися в гнізді свого хазяїна, щоб уникнути виявлення та відбиття під час їх початкового захоплення.

## Взаємодія з іншими видами
B. bohemicus — облігатний паразит, і тому його майже завжди можна знайти в асоціації з гніздовим хазяїном. Він паразитує на Bombus locurum, Bombus cryptarum і Bombus terrestris. За короткий час, коли B. bohemicus самостійно фуражує, він живиться нектаром квітучих рослин. Він віддає перевагу широкому колу кормових рослин, таких як чебрець, коростянка, волошка, лаванда, верес і осот (самці) та верба, кульбаба, конюшина, явір, чорниця, волошка, гірчак, глуха кропива, чебрець, кизильник, еріка та малина (самки). Після захоплення гнізда хазяїна, його годуватимуть робочі особини відповідно до їх кормових вподобань.

## Взаємодія з людиною та сільське господарство
B. bohemicus не є запилювачем, тому що він втратив пилковий кошик, і не формує жодної робочої самки. Взаємодія з людьми мінімальна, оскільки особини B. bohemicus рідко зустрічаються поза гніздами та не проявляють агресивної поведінки щодо людини, якщо їх не турбують.